# 林子心
林子心（Samantha Lam；1978年6月29日—），女子馬術運動員。

## 生平
林子心生於加拿大溫哥華，父親和母親都是香港人。她的父親是業餘馬術障礙賽選手；她7歲已學習騎馬，14歲首次參加大獎賽。1996年，在佛羅里達州坦帕百威（Budweiser）邀請賽中獲得季軍，並在加拿大奧運馬術隊選拔賽中以第六名成績成為第一後備騎手。1997年4月，她成為瑞典哥德堡世界盃總決賽中最年輕參賽騎手。20歲到德國受訓，但因家境困難要半工讀。2005年獲德國馬術總會頒發專業騎手最高榮譽——德國騎術金牌“Gold Karte”。 2006年，為了代表香港參加奧運馬術，林子心放棄加拿大國籍入籍中国籍（香港永久居民）。
2008年北京奧運馬術障礙賽最終排名66位；2009年全運會獲場地障礙團體賽銅牌。